# Johann Friedrich Zückert
Johann Friedrich Zückert (* 19. Dezember 1737 in Berlin; † 1. Mai 1778 ebenda) war ein Mediziner.

## Leben
Nachdem er vier Jahre lang Apotheker war, widmete sich Johann Friedrich Zückert ab 1756 medizinischen Studien, zunächst durch den Besuch des anatomischen Amphitheaters und der öffentlichen Vorlesungen an der Charité. 1758 bezog er die Brandenburgische Universität Frankfurt, die ihn 1760 promovierte. Danach unternahm er Forschungsreisen durch Deutschland und besuchte die wichtigsten Universitäten.
Ende 1761 ließ er sich in Berlin nieder und wurde Mitglied des dortigen Obercolleg. med. - chir. Aufgrund seines schwachen Gesundheitszustandes musste er der praktischen Laufbahn entsagen und widmete sich schriftstellerischen Arbeiten. 1765 wurde er Mitglied der Leopoldina.

## Veröffentlichungen
- Die Naturgeschichte und Bergwercksverfassung des Ober-Hartzes; 1762
- Die Naturgeschichte einiger Provinzen des Unterharzes: nebst einem Anhange von den Mannsfeldischen Kupferschiefern; 1763
- Unterricht für rechtschaffene Eltern, zur diätetischen Pflege ihrer Säuglinge; Berlin 1764
- Medicinische und moralische Anhandlung von den Leidenschaften; August Mylius, Berlin 1764
- Systematische Beschreibung aller Gesundbrunnen und Bäder Teuschlands; Berlin u. Leipzig 1768; 1795; Königsberg 1776
- Materia alimentaria in genera, classes et species disposita; Berlin 1769
- Medicinisches Tischbuch oder Kur und Präservation der Krankheiten durch diätetische Mittel; Berlin 1771; 1775; 1785
- Vor den wahren Mitteln die Entvölkerung des Landes in Epidemischen Zeiten zu verhüten; 1773
- Allgemeine Abhandlung von den Nahrungsmitteln; Berlin 1775
- Beschreibung und Abbildung einiger in dem Kabinette des Herrn geheimen Finanzraths, Gottfried Adrian Müller, befindlichen und ehedem bey Quedlinburg ausgegrabenen Knochen eines ausländischen Thieres; Berlin 1776[3][4]

## Würdigung
Erwin H. Ackerknecht hält Zückert als einen Theoretiker der psychogenen Verursachung von Geisteskrankheit. In seinem Werk Von den Leidenschaften führt Zückert 1768 aus, dass die Leidenschaften zerstörend seien. Die neue empfindsame Generation habe schon im Mutterleib zu lockere Texturfasern. Sie sei also verweichlicht. Dagegen würden Religion, Philosophie und Diätetik als Schutzmaßnahmen wirken. Hierin kündigen sich bereits spätere Positionen der Psychiker an.